# Eva Khadachi
Eva Khadachi (Eva Hadashi) (pseudonyme de Yevgeniya Souda ukrainien : Євгенія Суда; 7 août 1975, Kiev, Ukraine) est une universitaire ukrainienne, docteur en philosophie (en musicologie), maître en philologie, japonologue, musicologue, écrivain, chanteuse, personnalité de la télévision et de la radio. Elle a fait des recherches sur les influences occidentales sur l'art musical japonais à l'époque Meiji, lauréate du Concours littéraire international Literary Contest Coronation of the Word pour le roman Western Geisha (ukrainien : «Західна гейша», 2019).

## Biographie
Yevgeniya Souda est née le 7 août 1975 à Kyïv.
En 1995, elle est diplômée de l'Institut de musique R. Glier de Kyïv, avec une spécialisation en direction de chœur. En 2000, elle obtient un diplôme avec mention de l'Académie nationale de musique d'Ukraine, qui porte le nom de Piotr Tchaikovsky, avec une spécialisation en direction de chœur. Elle a été l'élève d'un recteur de l'Académie nationale de musique d'Ukraine - professeur, artiste du peuple d'Ukraine Oleg Tymoshenko. De 2000 à 2004, elle a étudié la langue et la littérature japonaises, ainsi que l'anglais à l'Université nationale Taras-Chevtchenko de Kiev (diplômée avec mention). Dès la première année de ses études, elle a commencé à travailler activement à l'établissement d'un dialogue culturel entre l'Ukraine et le Japon.
En 2001, elle est allée au Japon en tant que manager-interprète avec une chanteuse de jazz ukrainienne remarquable, Olga Voichenko, pour le Asakusa Jazz Contest (Tokyo). Puis, au cours de la dernière année de ses études de maîtrise, Yevgeniya a signé un contrat avec une société de production japonaise en tant que manager-interprète et chanteuse.
En 2003, elle a suivi un cours de courte durée au Berklee College of Music (États-Unis), avec une spécialisation en chant jazz. Yevgeniya a ensuite épousé l'un des diplômés de ce collège, spécialisé dans la composition jazz et la guitare. Le mariage a eu lieu en 2003, le couple vit principalement au Japon. Se préparant à sa maternité, Yevgeniya met fin à son contrat de travail. Plus tard, de 2012 à 2017, elle divorce de son mari. Pendant cette période, Yevgeniya écrit son premier roman autobiographique Geisha occidentale (publié en 2016).
En 2011, elle participe à un projet intitulé Dialogue of Cultures: Ukraine - Japon, consacré à la catastrophe de Tchernobyl et à la catastrophe nucléaire de Fukushima Daiichi, en tant que manager, traductrice/interprète, ainsi qu'en tant que chanteuse soliste principale dans l'œuvre centrale du projet - la symphonie de chambre La prière des cigales de Vassyl Pylyptchak, interprétée par l'Orchestre national présidentiel d'Ukraine et dirigée par le chef d'orchestre japonais Takashi Ueno.
Pendant l'invasion russe de l'Ukraine en 2022, elle soutient activement son pays, participe à des manifestations, aide les réfugiés et se produit dans des concerts de charité. Elle travaille également activement en tant que traductrice et chercheuse pour de grandes chaînes de télévision japonaises telles que NHK, Fuji Television, TBS Television, TV Asahi et d'autres, couvrant les événements de la guerre.

## Japonologie et œuvres littéraires
L'histoire de son premier roman, Geisha occidentale, est autobiographique. Musicienne de formation, Yevgeniya se rend aux États-Unis pour des études de courte durée au Berklee College of Music, où elle rencontre son futur mari japonais, diplômé de ce collège, compositeur de jazz et guitariste. Le manuscrit du roman est accepté pour publication par un magazine littéraire, Raduga (Ukraine). La version abrégée du roman est publiée dans le n° 3-4 en 2016,,. Le roman est publié sous un pseudonyme Eva Hadashi, qui signifie pieds nus en japonais. Le manuscrit ukrainien complet de Geisha occidentale lui a permis de participer au concours littéraire international Couronnement de la parole. Selon les résultats de 2019, le roman a reçu un prix spécial Reconnaissance internationale,.

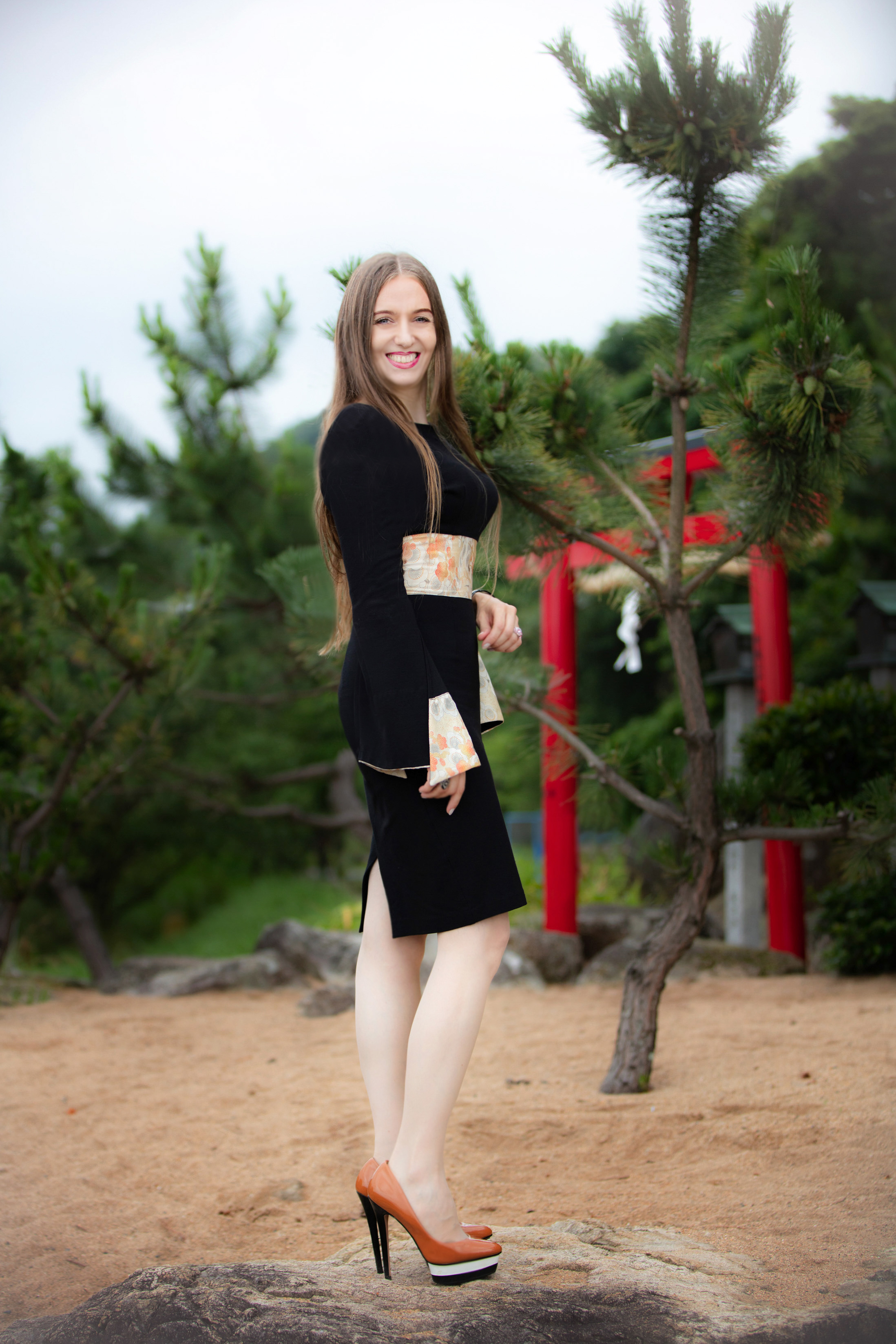
Eva Hadashi

Le roman Geisha occidentale est publié en ukrainien, en russe et en japonais. La première édition japonaise (2020), ainsi que la deuxième édition ukrainienne (2021), sont devenues un projet commun ukraino-japonais: la maison d'édition Raduga (Ukraine) et la maison d'édition Dnepr (Japon) avec l'aide de l'Association nippo-ukrainienne pour les échanges culturels,,,.
En février 2021, une présentation de l'édition japonaise du roman a eu lieu à Tokyo, à l'ambassade d'Ukraine au Japon. L'événement a eu un large retentissement international,,.
En 2017, à l'Académie nationale de musique d'Ukraine qui porte le nom de P.I. Tchaïkovski, Yevgeniya a soutenu sa thèse de doctorat sur les influences occidentales sur la musique japonaise de la période Meiji (1868-1912). En 2019, une maison d'édition Musical Ukraine a publié une monographie du même nom. L'ouvrage est consacré aux premières étapes de l'interaction de la musique occidentale et japonaise à l'ère Meiji (1868-1912), qui est avant tout liée aux domaines militaire, religieux et éducatif,.
L'aspect principal de ses activités créatives et académiques est déterminé par le développement d'un dialogue fructueux entre les cultures occidentales et orientales et elle s'implique également dans une culture populaire allant dans ce sens; elle écrit des chansons populaires en japonais. Son CD «West and East» est entièrement composé de chansons originales en japonais, et est destiné à un jeune public moderne. Un fragment de sa chanson Could You Put This Dress On Me? a été utilisé dans le long métrage Steel Angie du réalisateur japonais Toshinari Yonishi, et sa chanson I Love You Very Much, après deux tours de qualification, a atteint la finale du concours Grand Prix: Anime Song,,,,.
Elle est une des auteurs et animatrices de l'émission Modern Japan sur Blackan Radio TV Japan, qui se concentre sur les questions de lecture rapide en japonais, les transformations de la calligraphie moderne, l'avenir du cinéma japonais, le kimono moderne et ses transformations, ainsi que sur les perspectives sur les relations culturelles ukraino-japonaises (émission en japonais). Elle est également devenue le modèle pour une ligne de vêtements élégants et sportifs pour les créateurs japonais (Yumeya Hachiman, Takako Hotta, Kimono Nakanokou).

## Le Show business
Pour son premier roman, elle a enregistré et publié des illustrations musicales – CD Western Geisha (2016). Elle a ensuite publié les CD Nice to Meet You (2018) et West and East (2019) – composés de ses chansons originales en japonais. En 2019, elle s’est rendu à la finale du Grand Prix: Anime Song Contest (Osaka, Japon) avec sa chanson originale en japonais I Love You Very Much,,,.
En 2016, elle a été la finaliste du Classical Crossover Contest (Tokyo, Japon) en interprétant Amazing Grace et Love Theme du film Cinéma Paradiso. En 2018, elle a participé au concours de beauté Miss June Bride (Osaka, Japon) et  a été la gagnante dans la catégorie d'âge moyen - Bimajo. La même année (2018), elle est apparue en tant que chanteuse dans le long métrage Steel Angie réalisé par Toshinari Yonishi, qui a été primé dans de nombreux festivals internationaux, puis en tant qu'étudiante étrangère dans le long métrage Come and Go (2019) réalisé par Lim Kah Wai. Le film Come and Go a été présenté en première au Festival international du film de Tokyo en 2020,.